# Strömfors (Skellefteå)
Strömfors is een plaats in de gemeente Skellefteå in het landschap Västerbotten en de provincie Västerbottens län in Zweden. De plaats heeft 143 inwoners (2005) en een oppervlakte van 33 hectare. Langs de plaats stroomt het riviertje de Klintforsån.